# Josef Rufer
Josef Rufer   (Viena, 18 de desembre de 1893 - Berlín, 7 de novembre de 1985) va ser un musicòleg d'origen austríac. Se'l considera una figura significativa principalment a causa de la seva associació i escrits sobre Arnold Schönberg.
Rufer va ser deixeble d'Alexander von Zemlinsky i Schönberg a Viena; quan aquest darrer compositor es va traslladar a Berlín per dirigir la Masterclass de composició a l'Acadèmia d'Arts de Prússia, Rufer va anar amb ell i va actuar com a ajudant en cap entre el 1925 i el 1933.
Per tant, Rufer va estar estretament relacionat amb Schönberg durant el període de desenvolupament del serialisme i del mètode de 12 notes, i va ser durant un passeig amb Rufer que Schönberg va pronunciar la famosa afirmació sobre aquestes: "He fet un descobriment que assegurarà la supremacia de música alemanya durant els propers cent anys ".
Els escrits de Rufer sobre Schönberg inclouen la introducció al mètode serial Die Komposition mit Zwölf Tönen (Berlín, 1952; traduït com a Composició amb dotze notes, Londres, 1954; reimprès el 1969, ISBN 978-0-313-21236-9), i el catàleg Das Werk d'Arnold Schönberg (Kassel, 1959; traduït com Les obres d'Arnold Schönberg, Londres, 1962). Tots dos van ser fonamentals en l'estudi del compositor i la seva música.